# Campeonato Mundial de Clubes de Balonmano de 2011

El Campeonato Mundial de Clubes de Balonmano de 2011 (oficialmente IHF Super Globe 2011) fue la 5ª edición del Campeonato Mundial de Clubes de Balonmano. En ella participarán el Renovalia Ciudad Real como actual campeón, THW Kiel como campeón de la Liga de Campeones de la EHF, el Esporte Clube Pinheiros como campeón panamericano, el Al-Sad asiático, el Al Zamalek africano y las Estrellas del Sur de Oceanía. Además participará el Al-Sadd como anfitrión y el Club Deportivo Al-Rayyan ganador de un torneo entre los equipos locales. El sistema de competición será dos grupos de cuatro equipos cada uno, los dos ganadores de esos grupos se enfrentarán en la final.

## Equipos
| Group A                                 | Group B                                                 |
| --------------------------------------- | ------------------------------------------------------- |
| THW Kiel Al-Rayyan Al-Sadd EC Pinheiros | Renovalia Ciudad Real Al-Sadd Al-Zamalek Southern Stars |

## Fase de grupos

### Grupo A
| Pos | Equipo                  | J | G | E | P | GF  | GC  | Dif | Pts |
| --- | ----------------------- | - | - | - | - | --- | --- | --- | --- |
| 1   | THW Kiel                | 3 | 3 | 0 | 0 | 119 | 77  | +42 | 6   |
| 2   | Al-Sadd                 | 3 | 2 | 0 | 1 | 77  | 97  | -20 | 4   |
| 3   | Esporte Clube Pinheiros | 3 | 0 | 1 | 2 | 85  | 94  | -9  | 1   |
| 4   | Al-Rayyan               | 3 | 0 | 1 | 2 | 87  | 100 | -13 | 1   |

| Fecha      | Lugar                       | Local                   | Resultado | Visitante               |
| ---------- | --------------------------- | ----------------------- | --------- | ----------------------- |
| 14 de mayo | Al-Gharafa Sports Club Hall | THW Kiel                | 42-18     | Al-Sadd                 |
| 14 de mayo | Al-Gharafa Sports Club Hall | Al-Rayyan               | 29-29     | Esporte Clube Pinheiros |
| 15 de mayo | Al-Gharafa Sports Club Hall | Esporte Clube Pinheiros | 29-36     | THW Kiel                |
| 15 de mayo | Al-Gharafa Sports Club Hall | Al-Sadd                 | 30-28     | Al-Rayyan               |
| 16 de mayo | Al-Gharafa Sports Club Hall | Al-Sadd                 | 29-27     | Esporte Clube Pinheiros |
| 16 de mayo | Al-Gharafa Sports Club Hall | THW Kiel                | 41-30     | Al-Rayyan               |

### Grupo B
| Pos | Equipo                    | J | G | E | P | GF  | GC  | Dif | Pts |
| --- | ------------------------- | - | - | - | - | --- | --- | --- | --- |
| 1   | Renovalia Ciudad Real (C) | 3 | 3 | 0 | 0 | 111 | 70  | +41 | 6   |
| 2   | Al Zamalek                | 3 | 1 | 1 | 1 | 103 | 93  | +10 | 3   |
| 3   | Al-Sadd                   | 3 | 1 | 1 | 1 | 104 | 97  | +7  | 3   |
| 4   | Southern Stars            | 3 | 0 | 0 | 3 | 67  | 125 | -58 | 0   |

| Fecha      | Lugar                       | Local                 | Resultado | Visitante             |
| ---------- | --------------------------- | --------------------- | --------- | --------------------- |
| 14 de mayo | Al-Gharafa Sports Club Hall | Renovalia Ciudad Real | 33-25     | Al Zamalek            |
| 14 de mayo | Al-Gharafa Sports Club Hall | Al-Sadd               | 39-27     | Southern Stars        |
| 15 de mayo | Al-Gharafa Sports Club Hall | Southern Stars        | 17-45     | Renovalia Ciudad Real |
| 15 de mayo | Al-Gharafa Sports Club Hall | Al Zamalek            | 37-37     | Al-Sadd               |
| 16 de mayo | Al-Gharafa Sports Club Hall | Al Zamalek            | 41-23     | Southern Stars        |
| 16 de mayo | Al-Gharafa Sports Club Hall | Renovalia Ciudad Real | 33-28     | Al-Sadd               |

## Ronda final

### 7 y 8 puesto

#### Al-Rayyan - Southern Stars
| 18 de mayo de 2011 | Al-Rayyan               | 36:21 (17:7) | Southern Stars | Al-Gharafa Sports Club Hall, Doha                               |                                                                 |
|                    | Moussa alrayes Bassel 7 |              | Raphael Leis 6 | Árbitro(s): Mansour Al Suwaidi (Catar) y Saleh Bamatraf (Catar) | Árbitro(s): Mansour Al Suwaidi (Catar) y Saleh Bamatraf (Catar) |

### 5 y 6 puesto

#### Esporte Clube Pinheiros - Al-Sadd
| 18 de mayo de 2011 | Esporte Clube Pinheiros | 39:36 (25:18) | Al-Sadd        | Al-Gharafa Sports Club Hall, Doha                          |                                                            |
|                    | Felipe Borges Ribeiro 6 |               | Renato Sulic 9 | Árbitro(s): Samir Krichen (Túnez) y Samir Makhlouf (Túnez) | Árbitro(s): Samir Krichen (Túnez) y Samir Makhlouf (Túnez) |

### 3 y 4 puesto

#### Al-Sadd - Al Zamalek
| 18 de mayo de 2011 | Al-Sadd            | 28:23 (13:10) | Al Zamalek      | Al-Gharafa Sports Club Hall, Doha                                        |                                                                          |
|                    | Marko Krivokapic 7 |               | Ahmed Mostafa 8 | Árbitro(s): Kenneth Abrahamsen (Noruega) y Arne M. Kristiansen (Noruega) | Árbitro(s): Kenneth Abrahamsen (Noruega) y Arne M. Kristiansen (Noruega) |

### Final

#### THW Kiel - Renovalia Ciudad Real
| 18 de mayo de 2011 | THW Kiel          | 28:25 (10:14) | Renovalia Ciudad Real | Al-Gharafa Sports Club Hall, Doha                                |                                                                  |
|                    | Marcus Christer 7 |               | Lazarov 6             | Árbitro(s): Nenad Kristic (Eslovenia) y Peter Ljubic (Eslovenia) | Árbitro(s): Nenad Kristic (Eslovenia) y Peter Ljubic (Eslovenia) |

| Alemania |                         |
| Campeón THW Kiel 1.o título \| Puesto \| Equipo \| \| ------ \| ----------------------- \| \| 1 \| THW Kiel \| \| 2 \| Renovalia Ciudad Real \| \| 3 \| Al-Sadd \| \| 4 \| Al-Zamalek \| \| 5 \| Esporte Clube Pinheiros \| \| 6 \| Al-Sadd \| \| 7 \| Al-Rayyan \| \| 8 \| Southern Stars \| |                         |
| Puesto | Equipo                  |
| 1 | THW Kiel                |
| 2 | Renovalia Ciudad Real   |
| 3 | Al-Sadd                 |
| 4 | Al-Zamalek              |
| 5 | Esporte Clube Pinheiros |
| 6 | Al-Sadd                 |
| 7 | Al-Rayyan               |
| 8 | Southern Stars          |

| Predecesor: Mundial de Clubes 2010 | Mundial de Clubes 2011 | Sucesor: Mundial de Clubes 2012 |